# 양지훈 (축구 선수)
양지훈(1999년 5월 5일 ~ ) 은 대한민국의 축구 선수이다. 현재 K리그2 전남 드래곤즈 소속으로 뛰고 있고 포지션은 미드필더이다.